# José E. Benedicto
José E. Benedicto (ur. 1880, zm. 1924) – amerykański polityk, w roku 1921 tymczasowy gubernator Portoryko, znajdującego się wówczas pod administracją kolonialną Stanów Zjednoczonych.

## Życiorys
Urodził się w 1880 roku.
Tymczasowo sprawował urząd gubernatora Portoryko od 15 maja 1921, kiedy to zastąpił na stanowisku Arthura Yagera, przez dwa i pół miesiąca, do 30 lipca 1921. Jego następcą został Emmet Montgomery Reily.
Zmarł w 1924 roku